# Nouria Hernandez
Nouria Hernandez (* 13. Mai 1957 in Chêne-Bougeries) ist eine Schweizer Biologin. Sie ist seit 2005 Professorin an der Universität Lausanne und wurde im August 2022 emeritiert. Von 2016 bis 2021 war sie Rektorin der Universität Lausanne.

## Leben und Wirken
Nouria Hernandez studierte an der Universität Genf, erlangte ihr Diplom 1980 und promovierte 1983 in Molekularbiologie an der Universität Heidelberg. Von 1983 bis 1986 arbeitete sie als Postdoc an der Yale University. 1986 wurde sie Assistenzprofessorin, 1993 Professorin am Cold Spring Harbor Laboratory in Cold Spring Harbor, New York. Sie trat 1994 dem Howard Hughes Medical Institute bei. Im Jahr 2005 wurde sie Professorin an der Universität Lausanne, wo sie zwischen 2005 und 2014 auch Direktorin des Zentrums für Integrative Genomik (CIG) war und von 2016 bis 2021 Rektorin.
2007 erhielt Hernandez den Cloëtta-Preis. Zwischen 2008 und 2014 war sie Mitglied des Vorstands der Schweizerischen Akademie der Naturwissenschaften. Im Frühjahr 2023 wurde sie von der Cold Spring Harbor School of Biological Sciences zum Doktor honoris causa ernannt. 2025 wurde sie in die American Academy of Arts and Sciences gewählt.
Ihre Forschungsarbeiten befassen sich mit der Regulation der Gentranskription und insbesondere mit der Kontrolle der Transkription durch die RNA-Polymerase.